# 恋の闇 愛の光
『恋の闇 愛の光』（こいのやみ あいのひかり、Restoration）は、1995年製作の映画。原作はローズ・トレメインの小説『道化と王』。王政復古時代の激動のイングランドを舞台に、一人の医師の堕落と成長を、絢爛豪華なセットとキャストで描く。アカデミー賞美術賞、衣裳デザイン賞受賞。

## ストーリー
優秀な医学生ロバート・メリヴェルは、ふとしたきっかけで国王チャールズ2世に取り立てられ御殿医となり、王の愛人シリアと形式だけの結婚をし、領地と城を与えられ、享楽にふける生活を送る。だがシリアに恋してしまったことから、王の怒りを買い追放される。やがて共に医学を学んだピアースの元で、貧しい人たちの病院で働くようになり、本来の自分を取り戻す。

## キャスト
※括弧内は日本語吹替（VHS版）
- ロバート・メリヴェル - ロバート・ダウニー・Jr（平田広明）
- チャールズ2世 - サム・ニール（大林隆之介）
- キャサリン - メグ・ライアン（深見梨加）
- シリア・クレメンス - ポリー・ウォーカー（相沢恵子）
- ジョン・ピアース - デヴィッド・シューリス（石井康嗣）
- ウィル・ゲイツ - イアン・マッケラン（丸山詠二）
- エリアス・フィン - ヒュー・グラント（小杉十郎太）
- アンブロース - イアン・マクダーミド